# NGC 3901
NGC 3901 је спирална галаксија у сазвежђу Жирафа која се налази на NGC листи објеката дубоког неба.
Деклинација објекта је + 77° 22' 22" а ректасцензија 11h 42m 49,2s. Привидна величина (магнитуда) објекта NGC 3901 износи 13,7 а фотографска магнитуда 14,4. NGC 3901 је још познат и под ознакама UGC 6675, MCG 13-9-1, CGCG 351-68, CGCG 352-6, KARA 496, PGC 36386.